# Kultur- und Wissenschaftspreis der Stadt Kiel

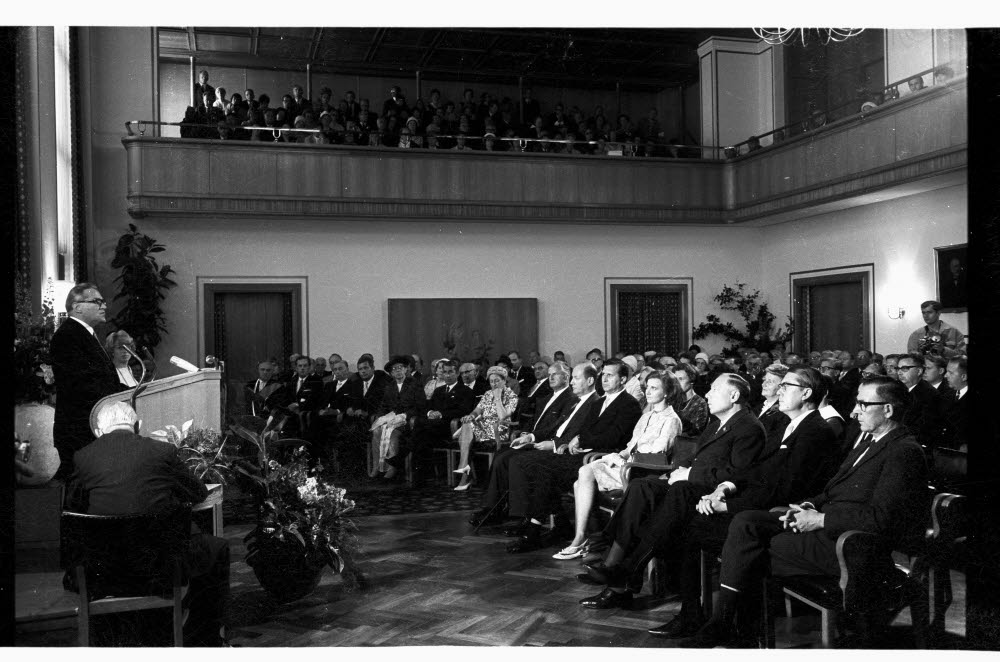
Feier zur Verleihung des Kulturpreises 1966 im Ratssaal des Kieler Rathauses. Am Rednerpult: Stadtpräsident Hermann Köster

Der Kultur- und Wissenschaftspreis der Stadt Kiel – ursprünglicher Name Kulturpreises der Stadt Kiel – ist eine mit 10.000 Euro dotierte Auszeichnung, die von der schleswig-holsteinischen Landeshauptstadt Kiel anlässlich der Kieler Woche vergeben wird. Mit dem Preis werden Einzelpersonen, Gruppen oder Institutionen ausgezeichnet, „deren Wirken in besonderer Beziehung zu Kiel oder zu Schleswig-Holstein steht und die sich hervorragende Verdienste, auch über das Land hinaus, erworben haben“.

## Geschichte
Erster Preisträger des 1952 eingeführten Kulturpreises der Stadt Kiel war der Maler Emil Nolde. Seitdem wurde der Preis – mit Ausnahme der Jahre 1957, 1978, 1993, 1995, 1997 und 1999 – jährlich vergeben. Seit 2001 trägt die Auszeichnung den Titel Kultur- und Wissenschaftspreis und seine Vergabe als Kulturpreis oder als Wissenschaftspreis erfolgt in einem jährlichen Wechsel.
Im Jahr 1957 wurde der Preis nicht vergeben, weil der Vorschlag Gustav Rudolf Sellner keine Zustimmung fand und weil Gustaf Gründgens als Ersatzkandidat eine Annahme ablehnte. 1978 verzichtete der Maler Heinrich Basedow wegen der Diskussionen um seine politische Vergangenheit auf die Ehrung.

## Preisträger
- 1952: Emil Nolde, Maler
- 1953: Eduard Erdmann, Pianist und Komponist
- 1954: Reinhold Tüxen, Landschaftsgestalter und Pflanzensoziologe
- 1955: Andreas Gayk, Oberbürgermeister von Kiel (Postume Verleihung)
- 1956: Hans Egon Holthusen, Schriftsteller und Essayist
- 1957: Keine Vergabe
- 1958: Internationale Wettbewerbe: 1. Preis Anne Kültzer-Winter für die Wandgestaltung im Opernhaus Kiel
- 1959: Kulturpreis in vier gleichen Teilen: Helmut Seemann, Berlin, Wolf Hirtreiter, München, Fritz During, Raisdorf und Klaus Pfeifer, Freiburg im Breisgau, für die Freiplastik auf dem Seegartenplatz
- 1960: Wolfgang Liepe, Gelehrter und Hebbel-Forscher
- 1961: Detlef Kraus, Pianist und Hal Koch, Förderer der Volkshochschulbewegung in Dänemark
- 1962: Lilli Martius, Kunsthistorikerin
- 1963: Wilhelm Lehmann, Dichter und Schriftsteller
- 1964: Bernhard Minetti, Schauspieler
- 1965: Wilhelm Neveling, Architekt BdA
- 1966: Peter Ronnefeld, Komponist, bis 1965 Generalmusikdirektor in Kiel (Postume Verleihung)
- 1967: Per Hækkerup, dänischer Außenminister und Politiker
- 1968: Rudolf Hell, Erfinder und Unternehmer
- 1969: Yun I-sang, Komponist
- 1970: Fritz Baade, Wirtschaftswissenschaftler
- 1971: Troels Fink, Kgl. dänischer Generalkonsul in Flensburg
- 1972: Peter Cornelius, Fotograf
- 1973: Stanisław Lorentz, Musikwissenschaftler, Museologe und Kunsthistoriker
- 1974: Hans-Jürgen Heise, Lyriker
- 1975: Hilda Heinemann, Kulturpolitikerin
- 1976: Alfred Kamphausen, Museumsdirektor
- 1977: Peter Nagel, Maler und Grafiker
- 1978: Keine Vergabe
- 1979: Ernst Schlee, Museumsdirektor
- 1980: Hans Gebhard, Chorleiter und Organist
- 1981: Harald Duwe, Maler
- 1982: Karl Dietrich Erdmann, Historiker
- 1983: Heinz Reincke, Schauspieler
- 1984: Johannes Gebhardt, Keramiker
- 1985: Karl Rickers, Journalist
- 1986: Hartwig Beseler, Kunsthistoriker
- 1987: Carla Henius, Mezzosopranistin
- 1988: Raffael Rheinsberg, Bildender Künstler
- 1989: Wolfdietrich Schnurre, Schriftsteller
- 1990: Diethelm Hoffmann, Präsident der Architekten- und Ingenieurkammer
- 1991: Jens Christian Jensen, Kunsthistoriker
- 1992: Klaus Tennstedt, Dirigent
- 1993: Keine Vergabe
- 1994: Polnisches Theater, Theaterensemble[4]
- 1995: Keine Vergabe
- 1996: Wolfgang Butt, Skandinavist, Übersetzer
- 1997: Keine Vergabe
- 1998: Annemarie Zornack, Lyrikerin
- 1999: Keine Vergabe
- 2000: Elsbeth Arlt, Bildende Künstlerin
- 2001: Karl Lennert, Pathologe
- 2002: Friederike Woebcken, Chorleiterin und Musikpädagogin
- 2003: Herbert Giersch, Wirtschaftswissenschaftler
- 2004: Hans Kock, Bildhauer
- 2005: Stefan Rose-John, Biochemiker und Stefan Schreiber
- 2006: Eckart Cordes, Buchhändler
- 2007: Heinrich Detering, Literaturwissenschaftler und Klaus Wallmann Meeresgeologe und Chemiker
- 2008: Stefan von Dobrzynski, Jazzmusiker
- 2009: Friedhelm Taube, Agrarwissenschaftler und Konstantin Khalturin, Zoologe
- 2010: Feridun Zaimoglu, Schriftsteller
- 2011: Uta Pohl-Patalong, Theologin und
- 2012: Jolanta Sutowicz, Festivaldirektorin und Bernhard Schwichtenberg, Bildender Künstler
- 2013: Martina Gerken, Elektrotechnikerin und Robert Alexy, Rechtswissenschaftler
- 2014: Cristóbal Halffter, Komponist
- 2015: Rainer Herges, Chemiker
- 2016: Ulrich Behl, Zeichner, Grafiker, Objektkünstler
- 2017: Ruth Schmitz-Streit, Mikrobiologin
- 2018: Marko Gebbert, Schauspieler
- 2019: Annette Haug, Archäologin
- 2020: Arne Rautenberg, Lyriker
- 2021: Daniela Berg, Neurologin
- 2022: Gudrun Wassermann, Bildende Künstlerin, Dokumentarfilmerin
- 2023: Hinrich Schulenburg, Evolutionsökologe und Genetiker
- 2024: Ellen Dorn, Schauspielerin
- 2025: Claudia Baldus, Medizinerin